# Klinische informatica
Klinische informatica is het vakgebied dat de zorg verbetert door het verbinden en versterken van verschillende domeinen zoals samenwerking, zorgprocessen en -informatie, applicaties en infrastructuur. 
Dit vakgebied, waarbinnen de klinisch informaticus werkzaam is, ontstaat uit een combinatie van een generiek profiel (fundament) plus specifieke specialisatie(s) (pijlers).
Een eenvoudige beschrijving van het beroepsprofiel ziet er daarom op hoofdlijnen als volgt uit:
- Fundament: Dit staat voor de gemene deler, het postacademisch niveau van de professional en de competenties die iedere klinisch informaticus beheerst.
- Pijlers: Dit betreft de specialisatie of het aandachtsgebied van een klinisch informaticus, waarbinnen specifieke kennis en ervaring is opgedaan.

## Functies
De klinisch informaticus kan als zodanig onder verschillende functieprofielen binnen het fundament werkzaam zijn, zolang dat binnen een zorginstelling of aan zorginstelling gelieerde instantie plaatsvindt, zoals:
- Ziekenhuis of zorginstelling
- Zorggerelateerd adviesbureau
- Zorggerelateerde leverancier
- Onderwijsinstelling

De Nederlandse Vereniging voor Klinische Informatica (NVKI) zet zich in om de positie van de klinisch informaticus te versterken en zijn belangen te behartigen in het vakgebied.

## Externe website
- nvki.nl, Nederlandse Vereniging voor Klinische Informatica